# Ngirsu
G̃irsu o Ngirsu está en el actual Tel Telloh -Tello-, en la provincia de Dhi Qar, Irak, y fue una ciudad de la Sumeria antigua, situada a unos 25 kilómetros al noroeste de Lagash. Debido a la inicial nasal velar ŋ, la transcripción de Girsu es usualmente Ngirsu, también transcrita y castellanizada G̃irsu, Ĝirsu y Jirsu.

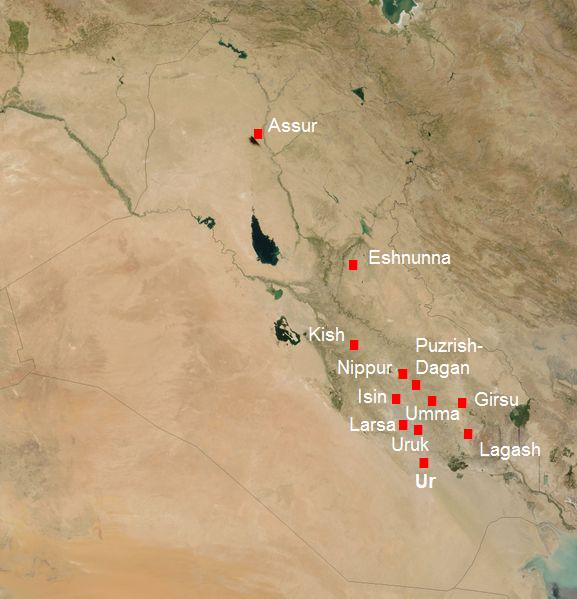
Girsu y los principales sitios de la antigua Mesopotamia a finales del tercer milenio A.C.

## Historia
Ngirsu posiblemente estaba habitado durante el periodo de El Obeid (quinto milenio antes de Cristo), pero la actividad más significativa comenzó a comienzos del primer período dinástico de Sumeria (entre los siglos XXV y XXIV antes de Cristo). Ngirsu se convirtió en la capital de reino de Lagash durante la segunda dinastía de Lagash y siguió siendo su centro religioso después de que el poder político hubiera cambiado a la ciudad de Lagash.
Durante la Tercera Dinastía de Ur Ngirsu fue un centro administrativo importante para el imperio. Después de la caída de Ur, Ngirsu disminuyó en importancia, pero siguió estando habitada como un pequeño pueblo.
Girsu conoció un resurgimiento en el siglo II a. C., al mismo tiempo que todo el extremo sur de Mesopotamia. Un potentado local, Adad-nadin-ahhe, construyó allí un pequeño palacio, aún usado a comienzos de nuestra era (al menos hasta la época de las expediciones de Trajano), y lo conmemora en inscripciones en alfabeto arameo.

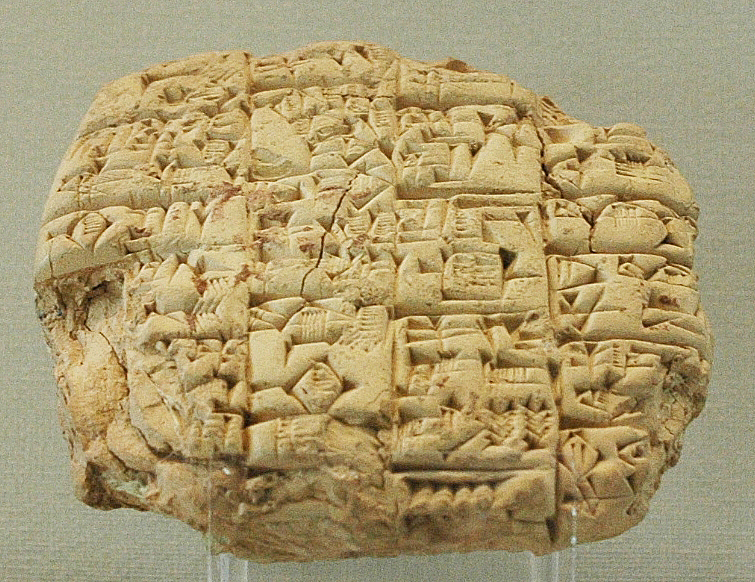
Carta de la sacerdotisa Lu’enna al Ensi de Lagash (posiblemente Urukagina), aprox. 2499 A.C., hoy en Louvre
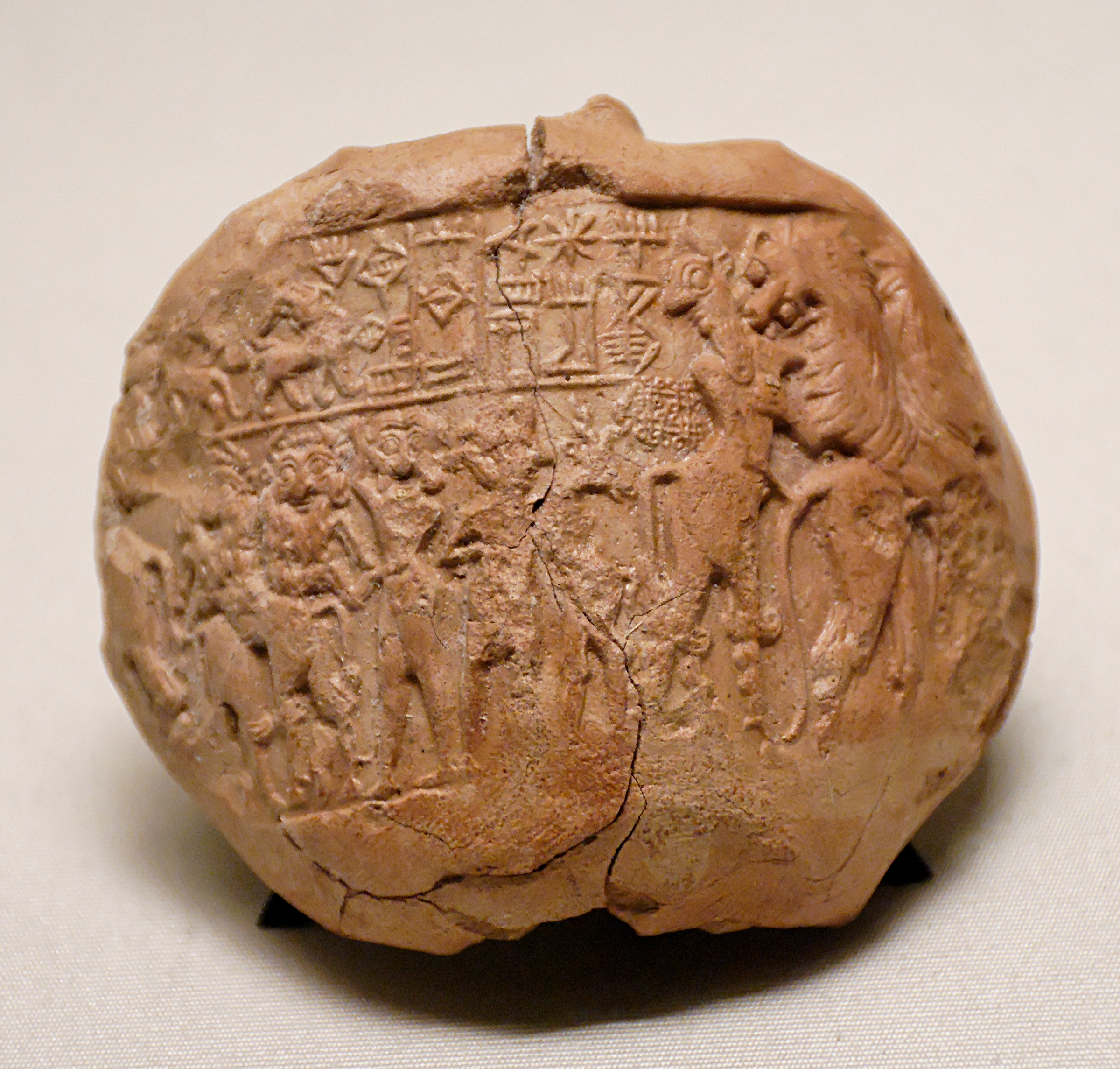
Sello de Lugalanda, aprox. 2400 A.C., hoy en el Louvre
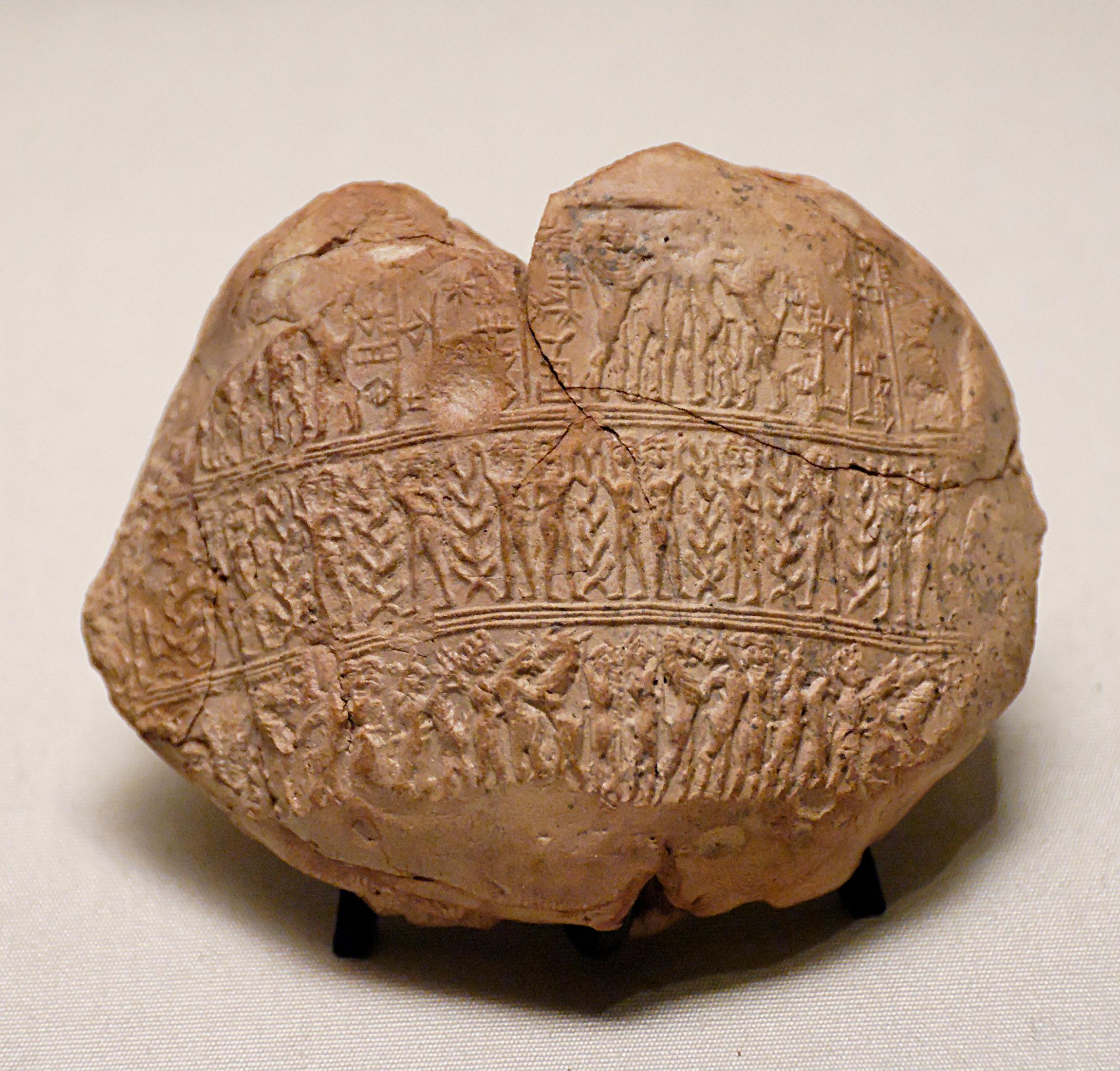
Sello de Barnamtarra, mujer de Lugalanda, aprox. 2400 A.C., en el Louvre
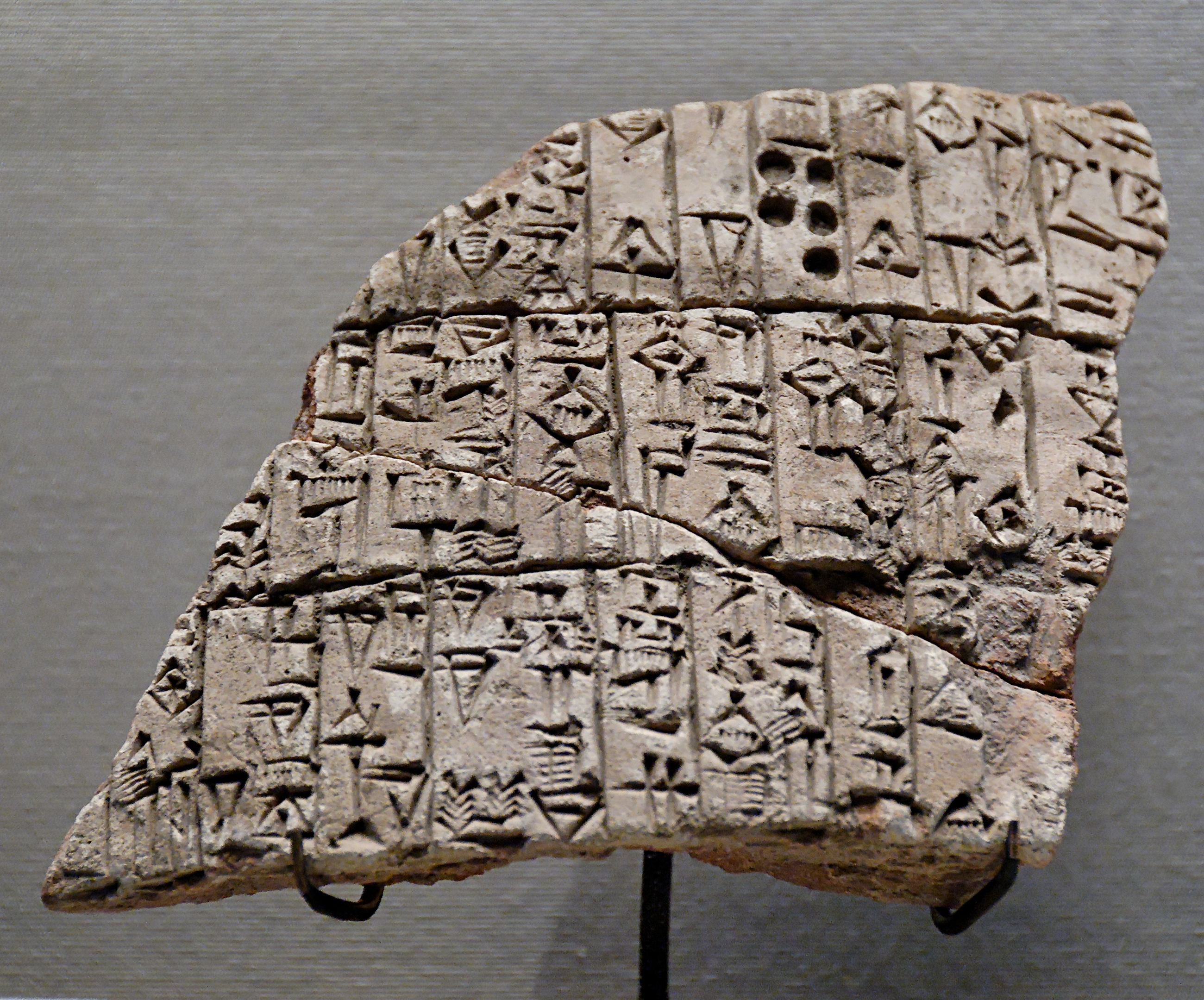
Tablilla de arcilla de Urukagina, aprox. 2350 A.C., en el Louvre
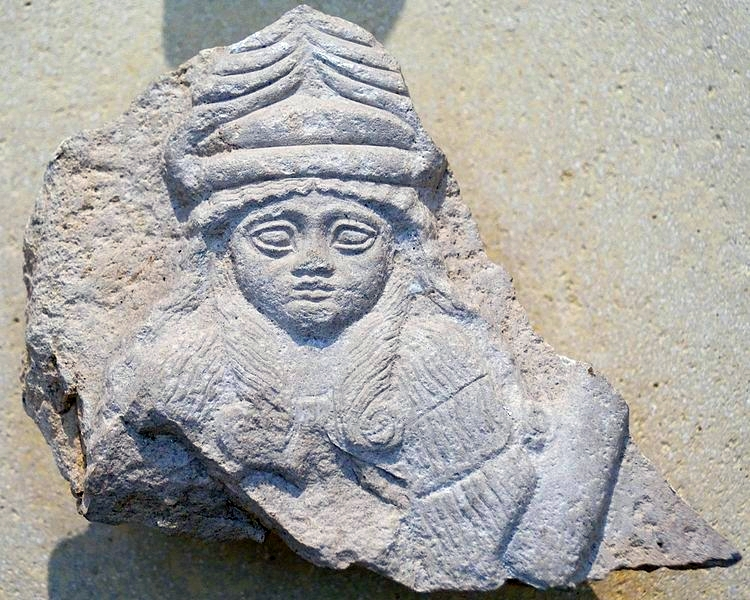
Diosa sumeria, aprox. 2120 A.C., de excavaciones del 1950, en el Louvre
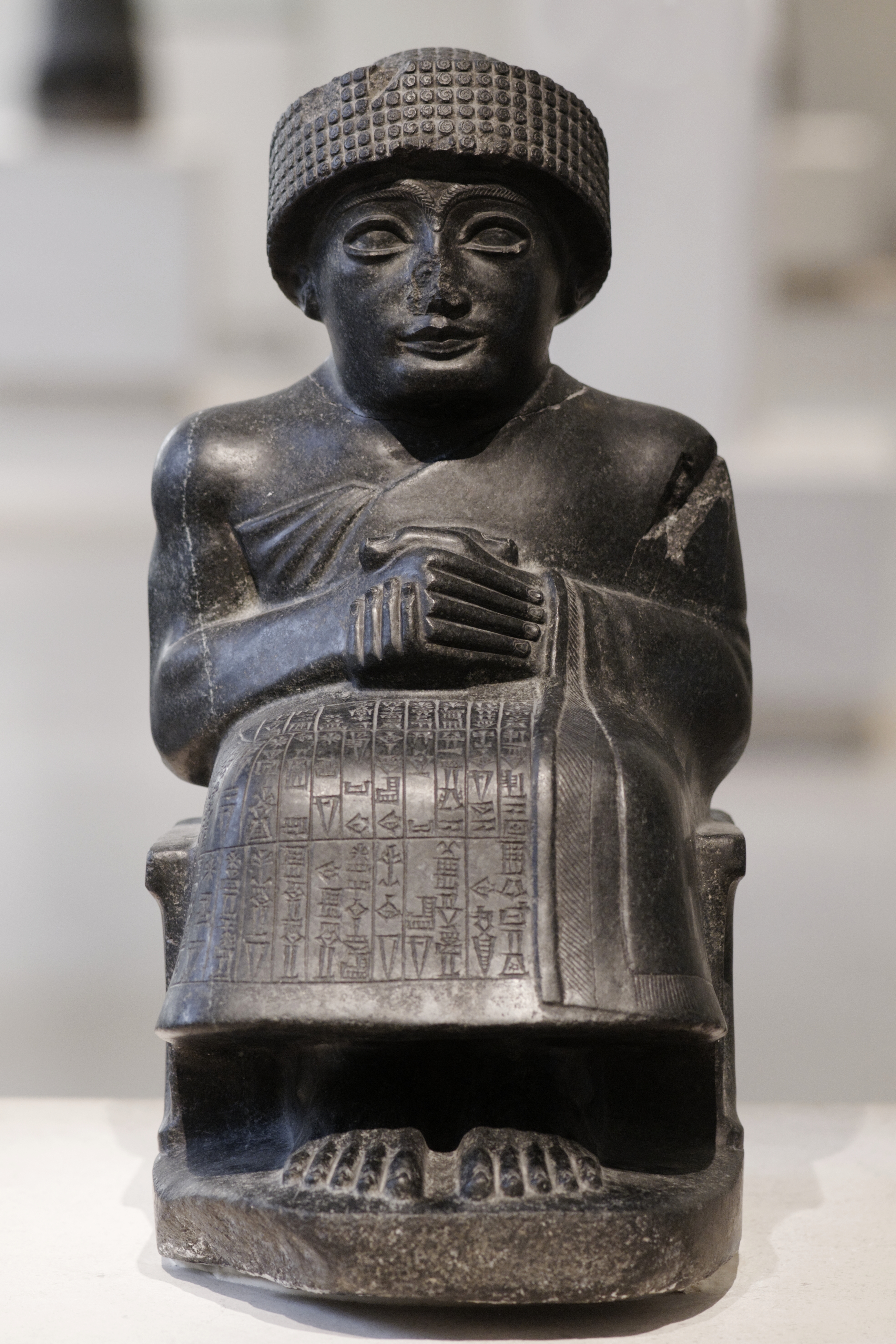
Estatua sedente del príncipe Gudea, patesi de la ciudad-estado sumeria de Lagash, aprox. 2100 A.C.., hoy en el Louvre
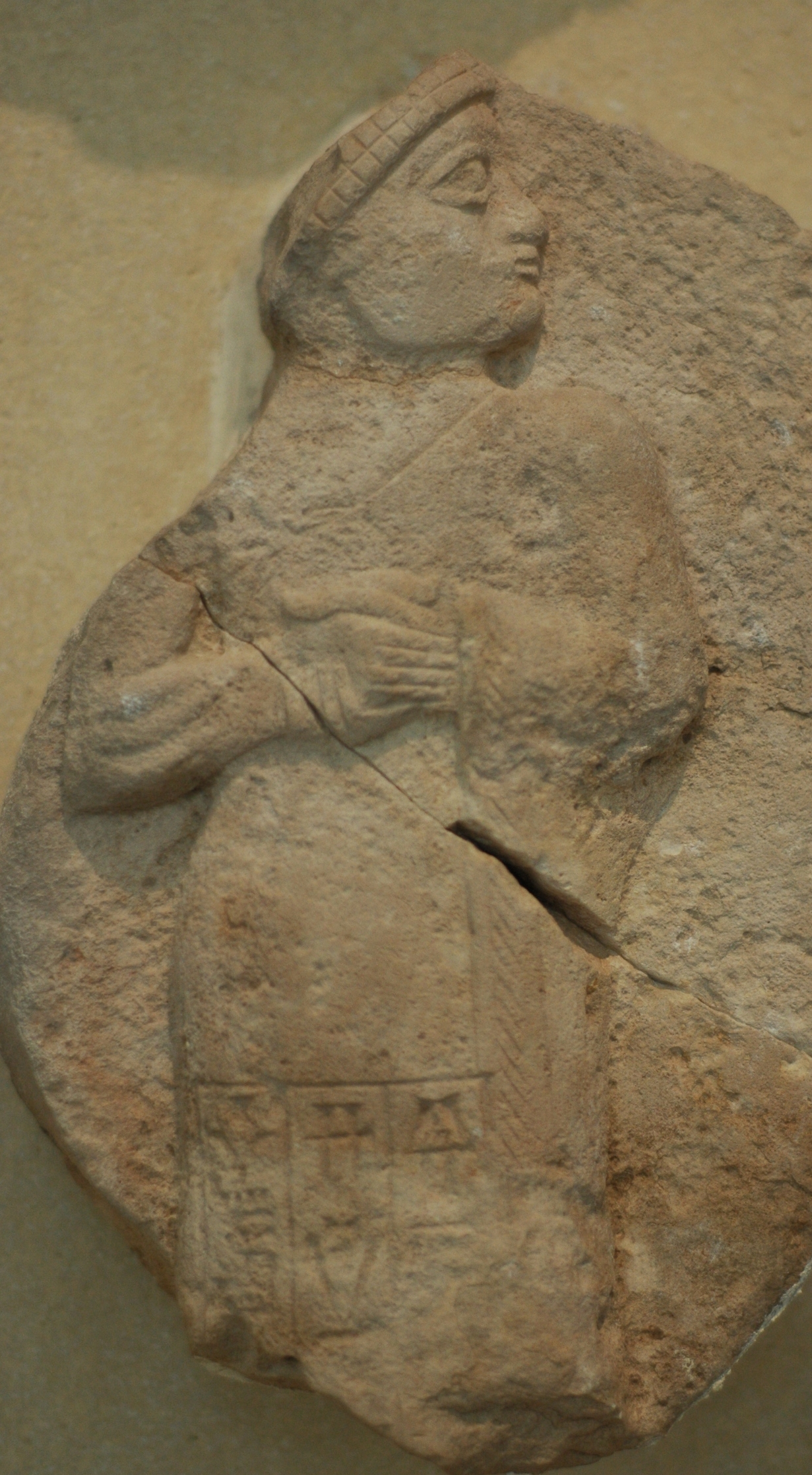
Gudea en una estatua, aprox. 2100 A.C., en el Louvre

## Arqueología
Telloh fue el primer sitio sumerio excavado de manera extensiva, primero por el vicecónsul francés en Basra, Ernest de Sarzec, de 1877 a 1900,

seguido de su sucesor Gaston Cros entr el 1903 y el 1909.

El cura Henri de Genouillac continuó las excavaciones entre 1929 y 1931
 
y luego siguió André Parrot entre el 1931 y el 1933.
 Fue en Girsu donde se encontraron los fragmentos de la 
Estela de los Buitres.